# أستريكس: قصر الآلهة
أستريكس: قصر الآلهة (بالفرنسية: Astérix – Le Domaine des Dieux)‏ هو فيلم رسوم متحركة فرنسي من كتابة ألكسندر أستير وشارك في تأدية الصوت كل من جاك وايتهول، نيك فروست، غريغ ديفيز، مات بيري، كاثرين تيت وهاري إنفيلد، صدر الفيلم في 26 نوفمبر 2014.

## وصلات خارجية
- أستريكس وأوبليكس: قصر الآلهة على موقع IMDb (الإنجليزية)
- أستريكس وأوبليكس: قصر الآلهة على موقع روتن توميتوز (الإنجليزية)
- أستريكس وأوبليكس: قصر الآلهة على موقع قاعدة بيانات الأفلام العربية
- أستريكس وأوبليكس: قصر الآلهة على موقع ألو سيني (الفرنسية)
- أستريكس وأوبليكس: قصر الآلهة على موقع أول موفي (الإنجليزية)
- أستريكس وأوبليكس: قصر الآلهة على موقع فيلمافينيتي (الإسبانية)
- أستريكس وأوبليكس: قصر الآلهة على موقع قاعدة بيانات الأفلام السويدية (السويدية)
- أستريكس وأوبليكس: قصر الآلهة على موقع قاعدة بيانات الفيلم (الإنجليزية)
- أستريكس وأوبليكس: قصر الآلهة على موقع ليتربوكسد (الإنجليزية)
- أستريكس وأوبليكس: قصر الآلهة على موقع كينوبويسك (الروسية)